# La Madeleine-Villefrouin
La Madeleine-Villefrouin is een gemeente in het Franse departement Loir-et-Cher (regio Centre-Val de Loire) en telt 25 inwoners (2009). De plaats maakt deel uit van het arrondissement Blois.

## Geografie
De oppervlakte van La Madeleine-Villefrouin bedraagt 9,0 km², de bevolkingsdichtheid is dus 2,8 inwoners per km².
De onderstaande kaart toont de ligging van La Madeleine-Villefrouin met de belangrijkste infrastructuur en aangrenzende gemeenten.

## Demografie
Onderstaande figuur toont het verloop van het inwonertal (bron: INSEE-tellingen).

1. ↑  Populations de référence 2022.